# Зелений прапор Ірландії

Зелений прапор близько 1701 року

Зелений прапор після 1801 року

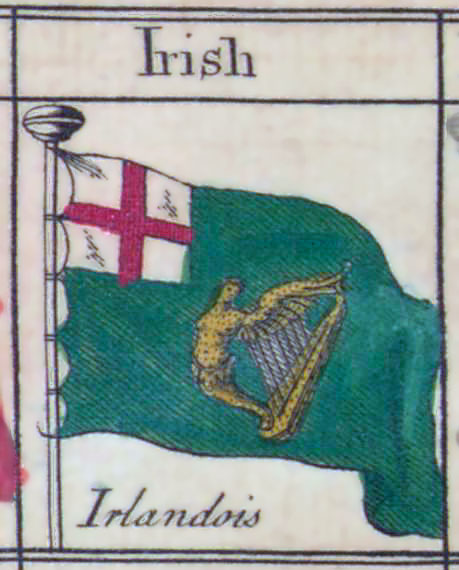
На карті прапора 1783 року

Зелений прапор (ірл. An Meirge Uaine) — історичний прапор, що висувається деякими ірландськими торговими судами з початку ХІХ-го століття до початку ХХ-го століття. Прапор складається із зеленого поля із золотою арфою та кантону, що містить або англійський прапор (Георгіївський хрест ) або версію Юніон Джека.
Цей прапор з'явився на цих історичних прапорних табличках:
- Діаграма прапора Даунхема 1685 року
- Діаграма прапора Лену 1700 року
- Французька енциклопедія 1772 р
- 1783 Універсальний показ Боулзом військово-морських прапорів усіх націй
- 1799 Прапори всіх націй
- 1848 Flaggen Aller Seefahrenden Nationen
- Нова схема національних гербів Джонсона 1868 року
- 1889 Малюнки прапорів усіх націй - Британське Адміралтейство
- Книга про прапор National Geographic 1917 року

Залишаються жваві дебати щодо того, чи мав цей прапор будь-яку форму місцевого офіційного статусу на Британських островах чи був просто неформальним прапором, який використовувався деякими торговими суднами. 

## Зовнішні посилання
- Green Ensign на сайті FOTW [Архівовано 6 січня 2015 у Wayback Machine.]